# Tỉnh Québec (1763–1791)
Québec là một thuộc địa của Pháp ở Bắc Mỹ. Nó được tạo ra bởi Vương quốc Anh sau Chiến tranh Bảy năm. Vương quốc Anh mua lại Canada bởi hiệp ước Paris năm 1763. Sau một chặng đường dài tranh luận, Pháp đàm phán để giữ nhỏ hòn đảo Guadeloupe ở Caribe. Guadeloupe rất giàu đường. Theo Tuyên ngôn Hoàng gia Anh năm 1763, Canada (một phần của Tân Pháp) đã được đổi tên thành Tỉnh Québec. Tỉnh này mở rộng từ bờ biển Labrador trên Đại Tây Dương, phía tây nam qua thung lũng sông Saint Lawrence đến Ngũ Đại Hồ và xa hơn đến ngã ba sông Ohio và Mississippi. Một phần phía tây nam của nó (bên dưới Ngũ Đại Hồ) sau đó được nhượng lại cho Hoa Kỳ trong Hiệp ước Paris năm 1763 sau khi kết thúc Cách mạng Mỹ.

## Lịch sử
Theo Tuyên bố, Québec bao gồm các thành phố Québec và Montréal, cũng như một khu vực xung quanh họ, nhưng không mở rộng về phía tây như Đại Ngũ Hồ hoặc xa về phía bắc như vùng đất Rupert.
Năm 1774, Quốc hội Anh đã thông qua Đạo luật Québec cho phép Quebec khôi phục việc sử dụng luật tục của Pháp (Coutume de Paris) trong các vấn đề riêng tư cùng với luật chung của Anh hệ thống, và cho phép Giáo hội Công giáo thu thập tithe. Đạo luật này cũng mở rộng ranh giới của Quebec để bao gồm Quốc gia Ohio và một phần của Quốc gia Illinois, từ dãy Appalachia ở phía đông, phía nam đến sông Ohio, phía tây đến Sông Mississippi và phía bắc đến ranh giới phía nam của các vùng đất thuộc sở hữu của Công ty Vịnh Hudson hoặc vùng đất Rupert.
Thông qua Québec, Vương quốc Anh vẫn giữ quyền truy cập vào các quốc gia Ohio và Illinois sau khi hiệp ước Paris năm 1783 nhượng lại quyền kiểm soát vùng đất này cho Hoa Kỳ. Bằng các tuyến thương mại và quân sự được thiết lập tốt trên Ngũ Đại Hồ, người Anh tiếp tục cung cấp không chỉ cho quân đội của họ mà còn là một liên minh rộng lớn các quốc gia Mỹ bản địa thông qua Detroit, Fort Niagara, Fort Michilimackinac, v.v., cho đến khi những bài viết này được chuyển sang Hoa Kỳ sau Hiệp ước Jay năm 1794.
Quebec đã giữ lại hệ thống chủ quyền sau cuộc chinh phạt. Do một dòng người trung thành tị nạn từ Chiến tranh Cách mạng Mỹ, nhân khẩu học của Québec đã thay đổi và bây giờ bao gồm một yếu tố Tin lành nói tiếng Anh đáng kể từ trước đây Mười ba Thuộc địa. Những người trung thành với Đế quốc thống nhất định cư chủ yếu ở Khu phố Đông, Montréal, và sau đó được gọi là pays d'en haut ở phía tây của Sông Ottawa. Đạo luật Hiến pháp năm 1791 đã chia thuộc địa làm hai tại sông Ottawa, do đó phần phía tây (Thượng Canada) có thể thuộc hệ thống pháp luật tiếng Anh, với đa số người nói tiếng Anh. Phần phía đông được đặt tên Hạ Canada.